# Fábrica El Rosendo de Alcoy
La fábrica de El Rosendo se encuentra situada en la calle Sant Vicent Ferrer número 14, en la ciudad de Alcoy (Alicante), España. Es un edificio industrial de estilo modernista valenciano construido en el año 1914, que fue proyectado por el arquitecto Timoteo Briet Montaud.

## Descripción
El edificio fue realizado por el arquitecto contestano Timoteo Briet Montaud en 1914 para su uso como fábrica. La construcción consta de planta baja y una única altura. 
Posee una decoración austera y funcional, propia del uso industrial para el que fue edificada. Destaca la elaboración en piedra de toda la fachada y los amplios ventanales de estilo modernista tanto en la planta baja como en la parte superior de la puerta principal. En el remate del edificio se puede observar una sencilla ornamentación modernista de tipo geométrico.
La fábrica recibe el nombre o apodo del industrial que encargó su edificación, Rosendo. En la actualidad el edificio está ocupado por un tanatorio.